# Krieg (Evans)
Das Geschichtsbuch „Krieg“ ist der letzte Band einer Trilogie des britischen Historikers Richard J. Evans über die Zeit des Nationalsozialismus – das Dritte Reich (erschienen nach 2003, Band 1: Aufstieg – 2004, Band 2: Diktatur – 2007, Band 3: Krieg – September 2009). Evans stellt darin Hitlers Politik während des Zweiten Weltkrieges bis zur Kapitulation der Wehrmacht am 8. Mai 1945 dar.
Evans konzentriert sich in seiner Darstellung auf fünf entscheidende Phasen des Krieges, möglicherweise Wendepunkte, die fast alle zugleich ein Scheitern von Hitlers Politik und seiner Streitkräfte zeigen:
- die verlorene Luftschlacht um England im Sommer und Herbst 1940
- Deutsche Offensive vor Moskau im Herbst bis Dezember 1941
- die Niederlage von Stalingrad im Winter 1942/1943
- Alliierte Landung in der Normandie
- Zusammenbruch der Heeresgruppe Mitte der deutschen Ostfront im Juni/August 1944

Im letzten Kapitel „Der Untergang“ zeigt Evans das Funktionieren des verbrecherischen Systems auch im Chaos seiner Auflösung: Standgerichte gegen kampfmüde Soldaten, Ermordung von Gefängnisinsassen und KZ-Häftlingen oder deren Todesmärsche und die Welle von Selbsttötungen im Mai 1945.
Die Evans-Trilogie gehört neben der Hitler-Biografie von Ian Kershaw zur Auseinandersetzung einer neuen Generation britischer Historiker mit der Geschichte der Zeit ihrer Väter.

## Kernthesen
Der deutsche Krieg war bereits ab dem Überfall auf Polen im September 1939 ein Vernichtungskrieg im Sinne von Völkermord basierend auf der Rassenideologie. Ab dem ersten Tage mordeten die Einsatzgruppen der SS (Polizeieinheiten hinter der Front) und so genannte volksdeutsche Milizen unterstützt von der Wehrmacht polnische Zivilisten, insbesondere polnische Juden, um das Gebiet auf Dauer zu „arisieren“.
Zur Frage, wann der endgültige Entschluss oder Befehl zur so genannten Endlösung der Judenfrage, dem millionenfachen Massenmord an den europäischen Juden, getroffen wurde, geht Evans von einer stufenweisen Entwicklung des Vernichtungsprogramms seit Sommer 1941 aus, die sich über mehrere Monate erstreckte. Dabei gab Hitler immer wieder die entscheidenden Anstöße, die von Göring und Himmler in Taten umgesetzt wurden. Evans spricht von einer „umfassend koordinierten Politik unter zentraler Leitung“ und lehnt damit die These Hans Mommsens ab, das mörderische Geschehen habe sich gleichsam selbstläufig, in unkoordinierten Schüben vollzogen. Auch wenn es nicht die eine wegweisende, genau zu datierende Entscheidung gibt oder sie nicht nachgewiesen werden kann, sei dieser Prozess insgesamt Folge zentraler Entscheidungen des NS-Regimes.
Im Anschluss an den Forschungsstand nach Peter Longerich und Bernward Dörner geht Evans von einem weit verbreiteten Wissen über die „Judenvernichtung“ innerhalb der damaligen deutschen Bevölkerung aus („offenes Geheimnis“). Dabei setzt er Wissen darüber und Zustimmung dazu nicht in eins. Das verfügbare Quellenmaterial lasse, so Evans, darauf schließen, dass die einfachen Deutschen im großen und ganzen nicht einverstanden waren.
Zu den alliierten, strategischen Bombardements auch gegen die deutsche Zivilbevölkerung weist Evans auf deren Erfolge gegen die deutsche Kriegswirtschaft hin und auf deren Erfolge bei der schlechter werdenden Moral der Deutschen  (Luft- oder Bombenkrieg). Dem entsprach durchaus Hitlers Scheu, sich in der Schlussphase des Kriegs in der Öffentlichkeit zu zeigen oder Ansprachen zu halten.

### Ausgaben
- The Third Reich at War, Penguin, UK, Oktober 2008, ISBN 978-0-7139-9742-2.
- The Third Reich at War, Penguin, USA, März 2009, ISBN 978-1-59420-206-3.

### Rezensionen
- Volker Ullrich: Bis zuletzt, mit allen Mitteln. In: Die Zeit Nr. 51 vom 10. Dez. 2009, S. 49.